# Kalat
Kalat of Qalat (Urdu: قلات) was een vorstenland in Brits-Indië in de provincie Beloetsjistan, Pakistan. De hoofdstad van het prinsdom was de stad Kalat.
De heersers over de staat Kalat droegen tot 1739 de titel Wali, sinds dat jaar droegen zij de titel Kan